# Helleia xanthe
Helleia xanthe är en fjärilsart som beskrevs av Lang 1789. Helleia xanthe ingår i släktet Helleia och familjen juvelvingar. Inga underarter finns listade i Catalogue of Life.